# میلاد صفایی
میلاد صفایی (زادهٔ ۱ فوریهٔ ۱۹۹۴) یک بازیکن فوتبال اهل ایران است.
از باشگاه‌هایی که در آن بازی کرده‌است می‌توان به باشگاه فوتبال سیاه‌جامگان، باشگاه فوتبال پیام مشهد و باشگاه فوتبال تربیت یزد اشاره کرد.